# باشگاه فوتبال ساگرادا فامیلیا
باشگاه فوتبال ساگرادا فامیلیا یک باشگاه فوتبال اهل کاستاریکا است. آنها در حومه جنوبی سن خوزه، پایتخت کاستاریکا مستقر هستند.

## تاریخچه
آنها در آوریل ۱۹۶۷ تأسیس شدند و در سال ۱۹۷۵ به دسته دوم و در ۱۹۸۱ به لیگ برتر صعود کردند.
آنها در مجموع ۶ فصل را در لیگ برتر گذراندند. آنها آخرین فصل خود را در لیگ برتر در ۹۵–۱۹۹۴ بازی کردند.
در فصل ۲۰۱۰/۱۱، آنها پس از همکاری با شهرداری سن خوزه، مونیسیپال ساگرادا فامیلیا نامیده شدند و بازی‌های خانگی خود را در گونزالس ویکز انجام دادند.